# Francisco Coutinho, 3.º Conde de Redondo
Francisco Coutinho (1517 — Goa, 19 de fevereiro de 1564) foi um nobre e militar português.  Foi o 3.º Conde de Redondo, Capitão de Arzila, e o 8.º Vice-Rei da Índia.

## Arzila
D. Francisco Coutinho era filho de D. João Coutinho, e neto de D. Vasco Coutinho, dois Capitães de Arzila como ele.
A sua capitania começou em princípios de 1546, sucedendo a D. Manuel Mascarenhas. Dos seus feitos guerreiros pouco nos resta porque Bernardo Rodrigues, autor dos Anais de Arzila deixou seu livro incompleto, e não chegou a esse ano. Sabe-se que em 15 de Junho , ajuntando-se com Francisco Botelho, capitão de Tânger, foi corrêr uma aldeia, que pela muita névoa que havia não chegou a encontrar, mas na volta conseguiram cativar 15 mouros, e recolhendo-se foram perseguidos por muitos outros, "mas voltaram sobre êles e mataram e cativaram muitos". Também nesse mesmo ano, e novamente com o capitão de Tânger, em 21 de Julho, fizeram uma outra corrida com sucesso.  Também em 20 de Janeiro de 1548, sempre com Francisco Botelho, correu ao "campo de Alexarife, para além de Alcácer, e tomou muitos mouros, e trouxeram "de gado grosso mais de 500 cabeças". "Recolhendo-se a nossa gente, vindo às portas de Alcácer, sairam dêle a ela 400 mouros de cavalo e 1 000 de pé, que investiram com os nossos furiosamente, mas os dois capitães voltaram sobre êles até junto da povoação e mataram cento e tantos mouros de cavalo e de pé. João III agradeceu aos dois capitães tão famosa vitória".
Provavelmente em 1548, antes do 10 de Novembro, vieram correr Arzila os três alcaides de Alcácer, Tetuão e Xexuão, "com cêrca de 2 500 de cavalo. Francisco saiu da vila a pelejar com eles e desbaratou-os".

### Despejo de Arzila
Mas em Janeiro de 1549, o "Xerife, Maomé Axeique, toma Fez e reunifica Marrocos. O perigo é grande para as praças portuguesas. francisco informa "el-rei (João III) que se dizia que os filhos do Xerife com muitos alcaides se preparavam para virem sôbre os lugares de África, principalmente sobre Alcácer e Arzila. Logo João mandou buscar socorro ao Algarve e Andaluzia, por Luís de Loureiro, que estava em Alcácer. Mas isso era apenas fingimento, porque o despejo de Arzila estava já decidido, em Conselho, porque esta praça não tinha porto seguro, e porque o Imperador Carlos I de Espanha reagiu pela indiferença ao pedido de ajuda do rei de Portugal.
Devia Luís de Loureiro recolher nos navios todos os moradores, "a artelharia, as munições; que se derubasse a igreja S. Bartolomeu e o mosteiro de S. Francisco, os clérigos e objectos sagrados dela fôssem levados para a Sé de Tânger, e os frades dêle para o mosteiro de Tânger, da mesma ordem", que se metesse fogo à vila, mas antes que se avaliasse os bens dos moradores para os indemnizar. Quanto a Francisco, devia falar aos fidalgos, cavaleiros, moradores, "animando-os e pedindo-lhes que fôssem servir el-rei a Tânger; e que isto feito se embarcasse com sua mulher e mais família e viesse à sua côrte, porque desejava compensá-lo do dano que sofria com a perda da sua capitania".
Assim foi, só que Luís de Loureiro ficou como capitão, com os soldados e fronteiros, porque o rei esperava resposta de negociações com o "rei de Beles" (Alboácem Ali, tio do antigo rei de Fez Amade Uatassi, que propôs ao rei de ficar com Arzila, para lutar contra o Xerife.

## Casa da Suplicação
João quando Francisco voltou fez-lhe mercê de 300 000 reais de tença, e pouco depois foi nomeado regedor da casa da suplicação, e em 1561, vice-rei da Índia.

## Vice-rei da Índia
Durante seu vice-reinado, Luís Vaz de Camões escreveu uma ode em sua homenagem, a primeira composição camoniana a ser impressa. A obra foi inserida por Garcia da Orta nos seus Colóquio dos simples e drogas e coisas medicinais da Índia, publicados em Goa, em 1563.

## Descendência
Casou-se com Maria de Blaesvelt, de origem Flamenga. Desta união, teve 7 filhos, dentre os quais destacam-se:
- Luís Coutinho, 4.º Conde de Redondo, que morreu na Batalha de Alcácer-Quibir.
- João Coutinho, 5.º Conde de Redondo, 21.º Vice-Rei da Índia